# Matança de la Presó Model de Madrid
La matança de la presó Model de Madrid va ser un succés luctuós que va tenir lloc al començament de la Guerra Civil Espanyola.
La tarda del 22 d'agost de 1936 va començar un confús incendi a l'interior de la presó, la qual, des del començament de la guerra, acollia a nombrosos presos «polítics» i militars sospitosos de ser partidaris de la revolta militar. Va córrer el rumor per Madrid que s'estava produint una fugida de la presó, per la qual cosa una massa indignada es va presentar a les portes de la presó, exigint l'execució dels presos «feixistes». Un grup de milicians anarquistes va entrar al seu interior i va prendre el control de la presó, al mateix temps que les autoritats es mostraven incapaces de recuperar el control de la situació. Aquella mateixa nit una trentena de coneguts polítics i militars que es trobaven reclosos van ser executats pels milicians.
La reputació del Govern republicà, que no havia estat capaç de controlar la munió i evitar la matança, va quedar greument afectada i va provocar les protestes del Cos diplomàtic acreditat a Madrid.

## Context històric
El 17 de juliol de 1936 la guarnició militar de Melilla es va revoltar contra el govern de Madrid, una rebel·lió que aviat es va estendre a la resta d'Espanya. A Madrid, també va haver-hi alguns conats d'aixecament, però per al dia 20 els revoltats havien estat derrotats a les principals ciutats d'Espanya. Això va significar el començament de la guerra civil. En el context militar, la situació no era gaire positiva per a la República. Durant agost de 1936, els revoltats havien aconseguit dur a terme importants avanços a Andalusia occidental i a Extremadura. En molts llocs es va desencadenar una forta repressió contra els partidaris de la República, o contra aquells que haguessin votat al Front Popular a les eleccions de febrer. En el seu avanç cap a Madrid, les forces rebels havien pres Badajoz després d'una lluita curta però sagnant; a continuació, van desencadenar una matança sobre els defensors i habitants de ciutat. S'estima que van ser executades entre 1800 i 4000 persones.

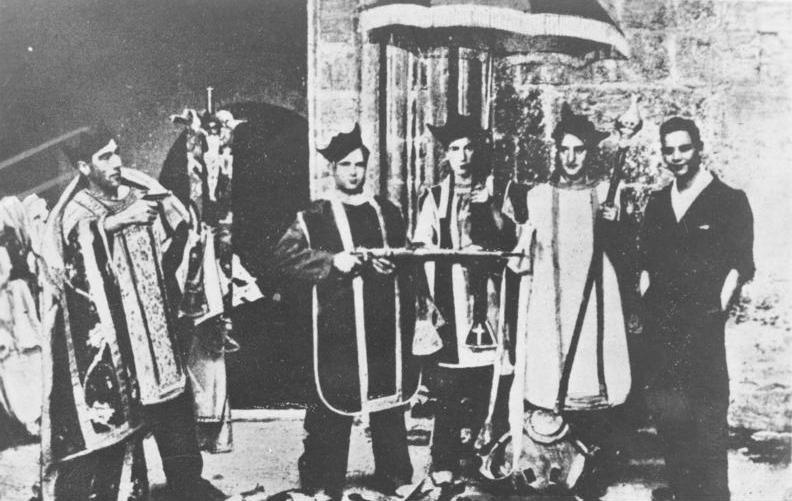
Miliciàns vestits amb robes litúrgiques, després del saqueig d'una església. Madrid, 1936.

Enfront de la violència de la facció revoltada, en la zona republicana també es va desencadenar una onada de repressió «revolucionària» contra tots aquells considerats com a «feixistes» i enemics de la República o la revolució. Les autoritats republicanes, no obstant això, no compartien aquesta repressió incontrolada. Després de l'esclat de la Guerra Civil, les estructures de l'estat republicà es van col·lapsar, i en molts casos, encara que les autoritats volguessin, no tenien mitjans per a evitar que es produïssin assassinats incontrolats a la seva rereguarda. Aquesta situació es va mantenir durant les primeres setmanes.
Per a llavors també es van iniciar els primers bombardejos aeris sobre Madrid. El 7 d'agost va tenir lloc un primer bombardeig aeri sobre la capital, que va suposar l'assassinat de diversos presoners dretans en represàlia. El dia 22 va ser bombardejada la Base Aèria de Getafe, l'endemà passat la de Cuatro Vientos i el 27 d'agost va ser bombardejada la mateixa ciutat de Madrid. Això va continuar els dies següents, 28 i 29 d'agost. El propi Ministeri de la Guerra va resultar impactat per algunes explosions, que van causar alguns morts i seriosos danys materials.

## La presó Model en l'estiu de 1936
La presó Model es trobava situada al barri d'Argüelles. L'estructura interna estava formada per cinc galeries situades en forma d'estrella al voltant d'un pati central; totes elles constaven d'una planta inferior, quatre superiors i la central, la del pati. L'agost de 1936, la situació era la següent: en la primera galeria es trobaven els presos militars; en la segona i en la tercera es trobaven els falangistes; en la quarta es trobaven els delinqüents comuns (principalment per robatori); en la cinquena es trobaven els detinguts en aplicació de la Ley de vagos y maleantes i els condemnats per delictes de sang.
Ja des d'abans de l'esclat de la contesa —a causa de les batudes policials de la primavera de 1936 que es van saldar amb nombrosos falangistes detinguts— la presó Model tenia una població reclusa que superava amb escreix el límit de 1.200 presos per als quals estava dissenyada. Després del començament de la guerra es van produir nombroses detencions, i per al 21 de juliol —quatre dies després del començament de la revolta militar— més de 1000 persones a Madrid havien estat posades sota custòdia policial. Unes setmanes després, el 9 d'agost, uns 1800 presoners «feixistes» es trobaven empresonats a la presó Model, dels quals 400 eren oficials de l'Exèrcit amb rang superior a capità, 400 eren oficials de menor graduació i 700 eren «senyorets» o presoners polítics. Paul Preston eleva la xifra de militars empresonats a més d'un miler, i xifra el total de presos reclosos en uns 5000, una xifra molt per sobre del límit normal. Les cel·les, dissenyades per a acollir a un pres, a l'agost de 1936 acollien fins a cinc persones. No obstant això, no tots dels empresonats ho estaven en contra de la seva voluntat, ja que, paradoxalment, en el context de les primeres setmanes de la guerra, la presó era un dels llocs més segurs per als sospitosos de ser partidaris o simpatitzants del bàndol revoltat.
La presó Model també va mantenir a l'administració carcerària de preguerra, amb Anastasio Martínez Nieto com a director i Tomás de Miguel Frutos com a subdirector. I a diferència del que havia ocorregut en altres presons de Madrid, la Model continuava estant sota control dels funcionaris de presons i la Guàrdia d'Assalt.

## Els fets

### Els dies anteriors
Els presoners dretans i militars solien reunir-se als patis i celebraven els avanços de les tropes rebels; en altres casos, els presos més joves cridaven obertament insults i eslògans feixistes al pas dels milicians. Ramón Serrano Suñer, un dels empresonats a la presó, manifestaria posteriorment que molts dels més joves creien fermament que l'alliberament per les forces revoltades estava pròxima, i també el temor que li causaven les constants provocacions d'alguns dels presos «polítics». Això es produïa mentre l'Exèrcit d'Àfrica avançava a contrarellotge cap a Madrid, en un context de gran nerviosisme entre molts milicians republicans, que consideraven que els empresonats esperaven la més mínima oportunitat per a unir-se als revoltats.
A mitjan agost de 1936 van córrer rumors que els presos falangistes de la presó Model planejaven escapolir-se. Alguns periòdics de la zona republicana, com Claridad, es van fer ressò d'un hipotètic pla de fugida dels detinguts dretans i van denunciar els privilegis dels quals disposaven molts presos polítics (com era el cas del periodista simpatitzant de la Falange Manuel Delgado Barreto, que podia rebre visites lliurement). També es va criticar el paper d'alguns guardes de presó, als quals es va acusar de complicitat amb els presos dretans; després de la publicació de l'article de Claridad, alguns dels guàrdies van desaparèixer i altres van ser retirats de la presó i/o posteriorment detinguts com a sospitosos. Tot això va atreure l'atenció del Comitè Provincial d'Investigació Pública (CPIP), que el 21 d'agost va decidir enviar a dos grups a la presó per a realitzar registres, especialment amb la missió d'investigar als militars i presos dretans que hi estaven reclosos. Van comptar amb l'autorització del director general de Seguretat, Manuel Muñoz Martínez. Els milicians del Comitè de Recerca Pública, manats per Felipe Sandoval i Santiago Aliques Bermúdez van interrogar als reclusos i va haver-hi casos en els que, a més, els van robar objectes personals, diners, rellotges, etc.
La nit del 18 d'agost van arribar a Madrid les notícies sobre la matança de Badajoz, el relat de la qual va ser publicat pel diari Informaciones.
La nit del 21 al 22 d'agost els revoltats van bombardejar Madrid, concretament el barri d'Argüelles, on es trobava la presó Model, causant danys considerables. L'endemà, a la tarda, mentre els homes de Sandoval continuaven els registres en la presó, els delinqüents comuns es van amotinar i van exigir la seva immediata posada en llibertat, amenaçant amb assassinar als presos polítics. Sandoval va anar a parlar amb ells i els va prometre la llibertat si s'unien a la CNT.

### Incendi i assalt de la presó
De sobte es va deslligar un incendi en la llenyera, situada en el soterrani de la segona galeria de la presó, que ocupaven els presos falangistes. Enmig d'aquesta situació una metralladora instal·lada prèviament per les milícies anarquistes al terrat va obrir foc i la ràfega va caure sobre els presos dretans: la majoria va poder posar-se a cobert, però onze van resultar ferits i sis van morir en l'acte, entre ells el líder i fundador del Partit Agrari, José Martínez de Velasco. Va començar a córrer el rumor per Madrid que l'incendi havia estat provocat per falangistes reclosos amb l'objectiu d'escapar de la presó. En aquest sentit, Paul Preston assenyala la possibilitat que presos comuns haguessin provocat l'incendi a la llenyera i ho haguessin fet de complicitat amb els homes de Sandoval, encara que també assenyala com a cosa plausible que el líder falangista Julio Ruiz de Alda hagués subornat a alguns guàrdies perquè aquests, enmig de la confusió, els permetessin escapar. Per part seva, Hugh Thomas accepta la versió del president del Tribunal Suprem, Mariano Gómez González, que creia que havia estat un incendi provocat pels presos «feixistes».
Als limítrofs de la presó, on es van sentir els trets procedents de l'interior, es va començar a concentrar una massa enfurida. En aquest context, molts guàrdies de la presó van fugir. Un bon nombre de milicians van entrar en la presó aprofitant l'entrada dels bombers que havien acudit allí per a apagar el foc. Al seu torn, aprofitant-se també d'aquesta situació de desconcert, alguns presos polítics dretans van aconseguir escapar de la presó.
Davant els successos que estaven tenint lloc a la presó Model, algunes autoritats republicanes —com el ministre de la governació, general Sebastián Pozas, el director general de Seguretat, Manuel Muñoz Martínez, i el director general de Presons, Pedro Villar Gómez— es van traslladar fins al lloc. Quan van arribar, es van trobar amb que la multitud allí concentrada exigia a crits l'alliberament dels presos comuns i amenaçava amb entrar violentament a la presó per a anar cap als dretans detinguts. També es va desplaçar fins allí la milícia d'elit del PSOE, «la Motoritzada», que va intentar evitar que més persones s'unissin a l'enfurida multitud. El director general de Seguretat va anar a parlar amb el president del consell de ministres, José Giral, per a sol·licitar-li la posada en llibertat dels presos comuns, al que Giral va accedir immediatament. No obstant això, quan Muñoz va tornar a la presó Model va descobrir que Sandoval i els seus homes ja havien deixat escapar a uns 200 presos.
Muñoz també es va trobar amb que un improvisat comitè s'havia fet càrrec de la presó i rebutjava la proposta d'alliberar als presos comuns per considerar que una mesura com aquella no anava a solucionar la greu situació existent. Alguns dels presos alliberats van saquejar el rebost de la presó, mentre els homes de Sandoval prosseguien amb el registre i van començar a fer una minuciosa selecció dels detinguts —polítics i militars— més destacats. Els funcionaris de la presó que van seguir en els seus llocs no van poder fer una altra cosa que veure amb impotència com els milicians revisaven els historials dels presoners.

### Les execucions
Davant la situació creada, a les set de la tarda d'aquell dia es va decidir posar en llibertat als presos comuns. Encara no estava clar què s'anava a fer amb els presos polítics. En aquest moment, alguns dels milicians que havien pres el control de la presó van decidir formar un tribunal revolucionari que jutgés als presos dretans més perillosos. Entre 24 i 30 d'ells van ser seleccionats i, després d'un curt judici, executats en el soterrani de la presó, la nit del 22 al 23 d'agost.

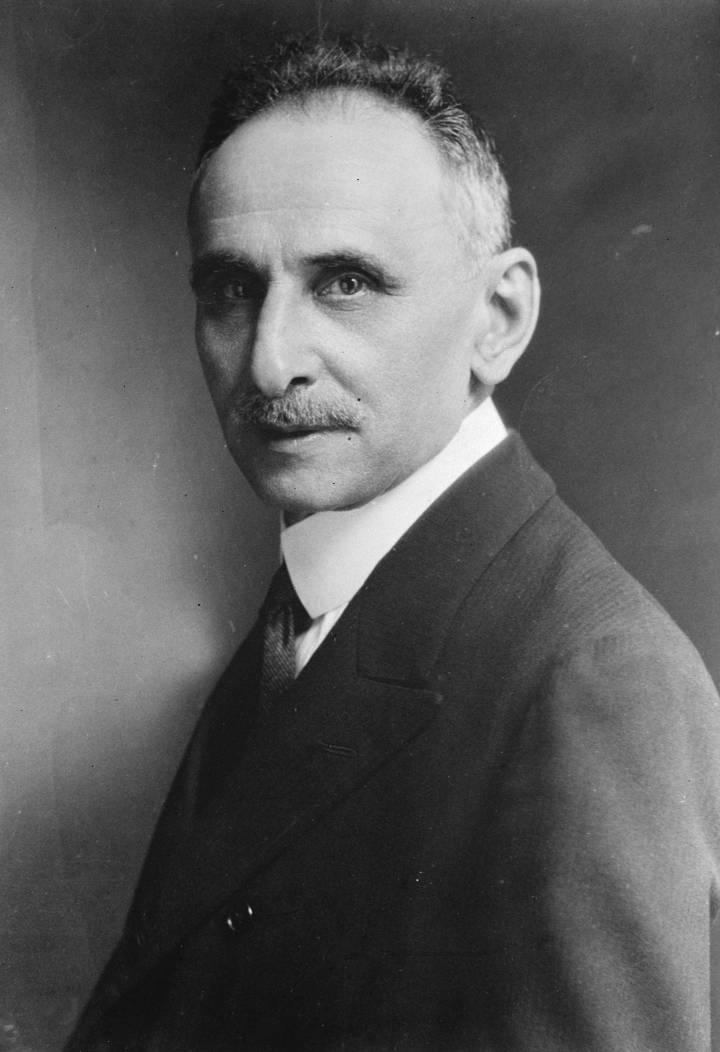
Melquiades Álvarez, un dels afusellats més notoris.

Entre ells es trobaven diversos polítics «moderats» com Melquíades Álvarez —expresident del Congrés dels Diputats—, Manuel Rico Avello —exministre i antic alt comissari d'Espanya al Marroc—, Ramón Álvarez-Valdés —exministre de Justícia—, o Elviro Ordiales Oroz, que havia estat director general de Presons en 1934. Dels presos falangistes van ser seleccionats alguns destacats com Julio Ruiz de Alda —cofundador de Falange en 1933— o Fernando Primo de Rivera, militar i germà del fundador. A més de Ruiz de Alda i Primo de Rivera, també van ser executats tres militants falangistes que tenien passat esquerrà: Sinforiano Moldes —antic anarquista—, Enrique Matorras Páez —antic comunista— i Nicasio Ribagorda Pérez.
Dels militars presos que van ser executats, destaquen els generals Rafael Villegas —el cap teòric de la rebel·lió militar a Madrid—, Osvaldo Capaz Montes —destacat africanista i sospitós per la seva participació en la conspiració militar— o el metge i tinent José Ignacio Fanjul Sedeño, fill del general Fanjul, que havia estat jutjat i executat a penes uns dies abans.
També van ser afusellats el diputat i líder feixista, José María Albiñana, els diputats cedistas Tomàs Salort i Rafael Esparza García, o el monàrquic Francisco Javier Jiménez de la Puente. Un altre dels afusellats destacats va ser el comissari Santiago Martín Báguenas, que havia estat comissari-cap del Cos d'Investigació i Vigilància, a més d'un estret col·laborador del cap principal de la rebel·lió militar, el general Emilio Mola. Martín Báguenas era un personatge odiat pel seu antic paper en la repressió policial.
Julius Ruiz assenyala que després dels afusellaments, deu cossos van ser portats al cementiri de l'Este, mentre que uns altres van ser abandonats en els terrenys de la Ciutat Universitària i en els camps de la pradera de San Isidro. Durant la resta de la nit va seguir amuntegada a les portes de la presó una massa de persones que exigia que els presos encara reclosos fossin executats. No obstant això, finalment un grup de guàrdies d'assalt i un altre de milicians socialistes de «la Motoritzada», manats per Enrique Puente, van aconseguir dispersar la multitud concentrada, havent de fer també grans esforços per a expulsar els milicians anarquistes de Sandoval. Al matí de l'endemà, 23 d'agost, es va fer balanç del que realment havia ocorregut. La premsa de l'època va interpretar la matança com una resposta a un intent de fugida dels presos «feixistes» i, també, com una venjança pel bombardeig aeri ocorregut anteriorment.

## Conseqüències
A primeres hores del matí, el 23 d'agost, l'ambaixada britànica a Madrid va enviar al govern de Londres un informe on es detallava el que havia ocorregut. Quan la notícia va aparèixer en la premsa i es va conèixer fora de Madrid, es va originar un escàndol. El cos diplomàtic estranger va exigir al president Giral que cessessin aquestes execucions extrajudicials, o en cas contrari els ambaixadors es retirarien de la capital. A última hora del 22 d'agost, l'encarregat de negocis britànic, George Ogilvie-Forbes, havia anat al Ministeri d'Afers exteriors i li havia demanat al ministre que es posessin fi a les execucions. El ministre, Augusto Barcia Trelles, li va confessar «a la vora de les llàgrimes» la impotència del govern davant la situació que s'estava vivint a la Presó Model. El mateix José Giral va plorar en conèixer el succeït.
El líder socialista Indalecio Prieto va visitar la presó després de produir-se les execucions i davant l'escena que va veure, li va dir al cap dels milicians de la presó: «La brutalitat del que aquí acaba d'ocórrer significa, res menys, que amb això hem perdut la guerra». Quan Cipriano de Rivas Cherif, cunyat del president Manuel Azaña, el va visitar el 24 d'agost, aquest es trobava destrossat per la notícia i fora de si. Va comentar enmig d'una gran alteració: «Han assassinat Melquíades! Això no, això no! Em fastigueja la sang, estic fins aquí; ens ofegarà a tots». Azaña va arribar a plantejar-se dimitir del seu càrrec, però Ángel Ossorio y Gallardo el va dissuadir de fer-ho.
Encara que és difícil delimitar les responsabilitats individuals, l'historiador Hugh Thomas, per exemple, critica el paper passiu que va tenir el director general de Seguretat, Muñoz Martínez. Per part seva, el govern republicà —davant la situació d'ajustos de comptes i assassinats incontrolats que s'havia creat en la zona republicana— la mateixa nit de la matança en la presó Model va decidir establir els anomenats «Tribunals Especials contra la rebel·lió, la sedició i els delictes contra la Seguretat de l'Estat», que finalment acabarien sent coneguts com a «Tribunals Populars». Aquests nous òrgans judicials estarien formats per catorze delegats del Front Popular i la CNT, a més de tres membres del Cos Judicial tradicional. S'esperava que els Tribunals Populars aplaquessin els excessos revolucionaris i que oferissin almenys certes garanties judicials als acusats. Encara que la situació va tendir a estabilitzar-se, durant algun temps continuarien produint-se execucions incontrolades.